# Loris Azzaro
Loris Azzaro (ur. 9 lutego 1933 w Tunisie, zm. 20 listopada 2003 w Paryżu) – francuski projektant mody, założyciel domu mody Azzaro.

## Życiorys
Urodził się 9 lutego 1933 w Tunisie. Jego rodzice z pochodzenia byli włochami. Azzaro studiował politykę w Tuluzie. W młodości poznał swoją przyszłą żonę Michelle. Miał z nią dwie córki: Beatrice (ur. 1959) i Catherine (ur. 1969).
Pomimo swojego kierunkowego wykształcenia Azzaro interesował się modą. W 1962 roku przeprowadził się do Paryża. Początek kariery modowej Lorisa datuje się około 1965 roku. Wówczas zaprezentował swoje projekty dodatków (m.in. torebek, pasków) i ubrań dla kobiet. Dom mody Azzaro oficjalnie powstał w 1968 roku. 
Loris stał się dobrze znany w Paryżu przez efektowne projekty sukienek dla elity społeczeństwa francuskiego. Był również znany z tego, że  używał jaskrawych kolorów tkanin. W ciągu swojej długiej kariery ubrał wiele gwiazd, w tym Dalida, Sophia Loren, Raquel Welch, Marisa Berenson, Claudia Cardinale, Isabelle Adjani, Kate Winslet oraz Nicole Kidman.
Pracowało dla niego wiele znanych modelek światowego formatu, jak: Carla Bruni, Linda Evangelista, Karen Mulder, Claudia Schiffer oraz polskie modelki m.in.: Agnieszka Martyna, Lilianna Guderska i Agnieszka Pachałko.
Azzaro opublikował szeroką gamę produktów linii damskiej oraz męskiej, takich jak: odzież, akcesoria i perfumy. W 1975 roku stworzył swój pierwszy zapach dla kobiet, Azzaro, a w 1989 roku pierwsze perfumy męskie - Acteur. Trzy lata później powstała pierwsza linia ubrań dla mężczyzn.
Loris Azzaro nigdy nie projektował ubrań haute couture, a także nie był członkiem Chambre Syndicale, zrzeszającego francuskich projektantów.
W 2002 roku dom mody Azzaro został wykupiony przez Compagnie Frey, posiadające wówczas w swoim portfolio marki luksusowe. W październiku 2006 roku domy mody Azzaro zostało nabyte przez grupę kapitałową Reig.
Loris Azzaro zmarł w wieku 70 lat w listopadzie 2003 roku, w Paryżu. Powodem śmierci był rak, na którego chorował wiele lat. Po śmierci projektanta prowadzenie marki w roli dyrektora kreatywnego przejęła jego córka - Beatrice.